# Aragosaurus ischiaticus
Aragosaurus ischiaticus ("ödla från Aragonien") är en art av dinosaurier som tillhör släktet Aragosaurus, en camarasaurin från äldre kritaperioden i det som idag är kommunen Galve, Teruel, i provinsen Aragonien i Spanien. Den hittades av paleontologen Lapparent under 1950-talet och är den första av sex dinosaurier som beskrivits i Spanien.

## Storlek och namn
Aragosaurus var en stor, fyrbent växtätande dinosaurie som levde runt 127-121 miljoner år sedan under hauterivian- till barremian-epokerna. Den var runt 18 meter lång, blev 6 meter hög och vägde runt 28 ton.
Namnet syftar på dess fyndort i Spanien, Aragonien, medan suffixet kommer från det grekiska ordet σαυρος/sauros, vilket betyder 'ödla'.

## Kroppsbyggnad och fynd
Så som andra sauropoder hade Aragosaurus en lång hals, en lång, kraftfull svans, ett smalt huvud och en stor kroppshydda. Den liknade sin släkting Camarasaurus, som den kan ha utvecklats ifrån. Släktet representeras av ett fragmentariskt fossilt fynd som gjordes i Las Zabacheras-bädden i Provincia de Teruel, Spanien. Skelettet bestod av ryggkotor, delar av skulderbladet, frambenet, sittbenet, blygdbenet, lårbenet, kotor från alla delar i svansen samt en klo (Sanz o. a., 1987; Lapparent, 1960). Den döptes av Sanz, Buscalioni, Casanovi och Santa Fe år 1987. Typarten är A. ischiaticus. Då den levde tillhörde den till kontinenten Laurasien, den nordligaste delen av superkontinenten Gondwana.

## Kuriosa
Den första dinosaurie som någonsin hittades i Spanien hittades just i Aragonien, men inte under 1900-talet. Det första fyndet gjordes nämligen 1872 .